# 御伽草子 (動畫)
《御伽草子》（日语：お伽草子）是2004年7月6日到2005年3月29日期間於日本電視台播放的電視動畫，共26集。獲選為2004年第八屆日本新媒體動漫藝術節動畫部門推薦的作品。

## 劇情簡介

### 平安篇
平安時代中期。飢荒和疫病蔓延，平安京日趨荒廢著。武士和陰陽師為了爭權而爭戰不休，百姓們流離失所，無法安心生活。
看不下去如此狀況的朝廷，將希望寄託於名弓手大將源賴光，去尋找有著不可思議力量的勾玉來拯救百姓。可是賴光因病倒下了，於是源家的女兒，賴光的妹妹光，女扮男裝為哥哥取回勾玉。與賴光家臣渡邊綱一起展開旅程，為了拿回勾玉，兩人來到常陸國，並遇到名將碓井貞光，旅途中光還和宮中申樂師萬歲樂(另一身分為安倍晴明)有一段淡淡的情感。但是原來一切都是權臣的計謀，勾玉不但挽救不了京城，反而會導致京城全毀，知道內情後，光選擇自我犧牲毀壞勾玉，使其不能聚集。

### 東京篇
西元2004年，東京。
一個17歲的高中平凡女學生光，幾年前因父母過世，成為自家公寓「源莊」的房東。半工半讀的她，不時要面對房客賒帳，與房客自由作家綱、皮條客貞光和他所帶的小孩金太郎、奇特的美女占卜師卜部生活在同一個屋簷下。一年前，光的哥哥賴光離奇失蹤，在某個下午，光在東京的街上看見疑似哥哥的身影，但是除了她之外，其他的人好像都沒有發現他...越來越多奇怪的事情發生在她的身邊。前世的因緣將要再度交織在此，勾玉的秘密將再度重見天日...

## 登場人物

### 平安編
- 源 光（みなもとの ひかる）配音員：水澤史繪

代替病倒的哥哥「頼光」，女扮男裝扮成像哥哥「頼光」的樣子，出外取回勾玉。
- 源賴光（みなもとの らいこう）配音員：三木眞一郎

朝廷要求取回勾玉的使命而病倒。
- 渡邊綱（わたなべの つな）配音員：三宅健太

源賴光的家臣，武士，忠心耿耿且武艺高强，右眼总是闭着，似乎已经失明。
- 安倍晴明（あべの せいめい）配音員：徳丸完

超越100歲年齡的陰陽師。戴上面具看不見表情。
- 萬歳樂（まんさいらく）配音員：三木眞一郎

走遍各國的申樂師。那個原形····
- 卜部季武（うらべの すえたけ）配音員：佐久間紅美

陰陽師，服侍安倍晴明的陰陽師。
- 碓井貞光（うすいの さだみつ）配音員：杉山大

使用雙手劍的高手。為了女人而不要命。
- 金太郎（きんたろう）配音員：水田山葵

傻傻的但力氣強的男孩子。
- 酒呑童子（しゅてんどうじ）配音員：松本保典

- 源滿仲（みなもとの　みつなか）配音員：小村哲生
- 關白（かんぱく）配音員：丸山詠二
- 左大臣（さだいじん） 配音員：西村知道
- 右大臣（うだいじん） 配音員：中博史
- 主上（皇上） 配音員：保村真
- 星熊（せいくま） 配音員：かわのをとや
- 葛女（クズメ） 配音員：淺野麻由美
- 赤鬼（あかおに） 配音員：楠見尚己
- 荊木童子（いばらきどうじ） 配音員：幸田夏穗
- 太郎丸（たろうまる） 配音員：竹田雅則
- 虎熊（トラクマ）配音員：廣田行生
- 旁白（ナレーション） 配音員：羽鳥靖子

### 東京編
- 光（ヒカル）配音員：水澤史繪

東京都內的某某高中的女學生17歲。父母已經死只留下了大久保的公寓「源莊」，作為「源莊」的房東每天跟房客生活著，還會擔心煩惱那些房客會不會付房租。約1年前哥哥失蹤尋找哥哥賴光。前世為源光。
- 綱（つな）配音員：三宅健太

源莊的房客賴光的晚輩。源莊的1樓做為事務所與頼光一起工作。擔任作家。賴光不在的期間，是光的行動監護人。房租會遲付。 在本篇中双目健康（在故事最后地道坍塌时伤到右眼，暂时又回复了昔日独眼的风采，不过之后似乎没有大碍）。前世為渡邊綱。
- 貞光（さだみつ）配音員：杉山大

源莊的房客（2樓）。消息靈通。與原戀人的孩子金太郎同居。房租會遲付。前世為碓井貞光。
- 金太郎（きんたろう）配音員：水田山葵

源莊的房客（2樓）。雨貞光同居小學生。擅長個人電腦跟人爭吵就很弱。是綱做的咖喱的愛好者有很嚴重的嘴饞。前世為金太郎。
- 卜部（うらべ）配音員：佐久間紅美

源莊的房客（2樓）。美女算命師會風水·塔羅·占星術等不管什麼都處理的很適當。房租會遲付。前世為卜部季武。
- 頼光（らいこう）配音員：三木眞一郎

光的哥哥。與綱一起在同樣的事務所當的攝影記者。從約1年前神秘的失蹤。前世為源頼光。
- 大衣男子（コートの男）配音員：三木眞一郎

每次在光面前出現的神秘的男人。常常在東京的街會神秘的"突然失蹤"。穿著大衣和留著一頭紅色的頭髮。前世為萬歲樂。
- 虎熊（トラクマ）配音員：不明

光飼養的貓。額頭似乎有傷。前世為海盜虎熊。
- 電車的老人（ろうじん）配音員：西村知道

熟知電車資料的老人。 前世為左大臣。

## 製作人員
- 導演：西久保瑞穗
- 原作：Production I.G、日本電視台
- 企劃：大澤雅彥、大島滿、石川光久
- 系列構成：櫻井圭記
- 人物原案：田島昭宇
- 人物設計、作畫監督：黃瀨和哉
- 美術：小林七郎、中村隆
- 色彩指定：遊佐久美子
- 攝影：佐久間未希
- 編集：濱宇津妙子
- 監修、考證：本鄉和人
- 音響監督：若林和弘
- 音樂：谷內秀基（平安篇）、川井憲次（東京篇）
- 音樂製片人：石一成、穂山賢一
- 製片人：中谷敏夫、菅野嘉則、稻田清人、森下勝司
- 系列製片人：中武哲也
- 製作：Production I.G

## 主題曲
- 前期片頭曲：「漸 - ZEN」 
作詞、作曲： MASASHI，編曲：ATTACK HAUS，演唱：ATTACK HAUS
- 前期片尾曲：「☆に願いを」 
作詞：河邊千恵子、日向めぐみ，作曲、編曲：加藤大祐，演唱：河邊千恵子
- 後期片頭曲：「明日は今日と同じ未来」 
作詞、作曲：山田稔明，演唱：GOMES THE HITMAN
- 後期片尾曲：「cry baby」 
作詞：河邊千恵子、日向めぐみ，作曲：日向めぐみ，編曲：長谷川智樹，演唱：河邊千恵子
- 第13話插曲：「little wing」
作詞：deuxunni，作曲：日向めぐみ，編曲：加藤大祐，歌：河辺千恵子

## 各話列表
| 集數 | 中文翻譯標題 | 日文原文標題 | 日本首播日期   |
| ---- | ------------ | ------------ | -------------- |
| 01   | 頼光         | 頼光         | 2004年7月6日   |
| 02   | 貞光         | 貞光         | 2004年7月13日  |
| 03   | 土蜘蛛       | 土蜘蛛       | 2004年7月20日  |
| 04   | 羅城門       | 羅城門       | 2004年7月27日  |
| 05   | 卜部         | 卜部         | 2004年8月3日   |
| 06   | 咒島         | 呪島         | 2004年8月10日  |
| 07   | 萬歲樂       | 万歳楽       | 2004年8月17日  |
| 08   | 赤鬼         | 赤鬼         | 2004年8月24日  |
| 09   | 暗闇         | 暗闇         | 2004年8月31日  |
| 10   | 酒呑         | 酒呑         | 2004年9月7日   |
| 11   | 相剋         | 相克         | 2004年9月14日  |
| 12   | 晴明         | 晴明         | 2004年9月21日  |
| 13   | 光           | 光           | 2004年9月28日  |
| 14   | 東京         | 東京         | 2004年10月5日  |
| 15   | 新宿         | 新宿         | 2004年10月19日 |
| 16   | 芝公園       | 芝公園       | 2004年10月26日 |
| 17   | 後樂園       | 後楽園       | 2004年11月2日  |
| 18   | 上野         | 上野         | 2004年11月9日  |
| 19   | 澀谷         | 渋谷         | 2004年11月16日 |
| 20   | 麻布         | 麻布         | 2004年11月30日 |
| 21   | 池袋         | 池袋         | 2004年12月14日 |
| 22   | 大久保       | 大久保       | 2004年12月21日 |
| 23   | 丸之內       | 丸ノ内       | 2004年12月28日 |
| 24   | 萬世橋       | 万世橋       | 2005年1月4日   |
| 25   | 鬼門         | 鬼門         | 2005年3月22日  |
| 26   | 都           | 都           | 2005年3月29日  |